# Anna Woltz

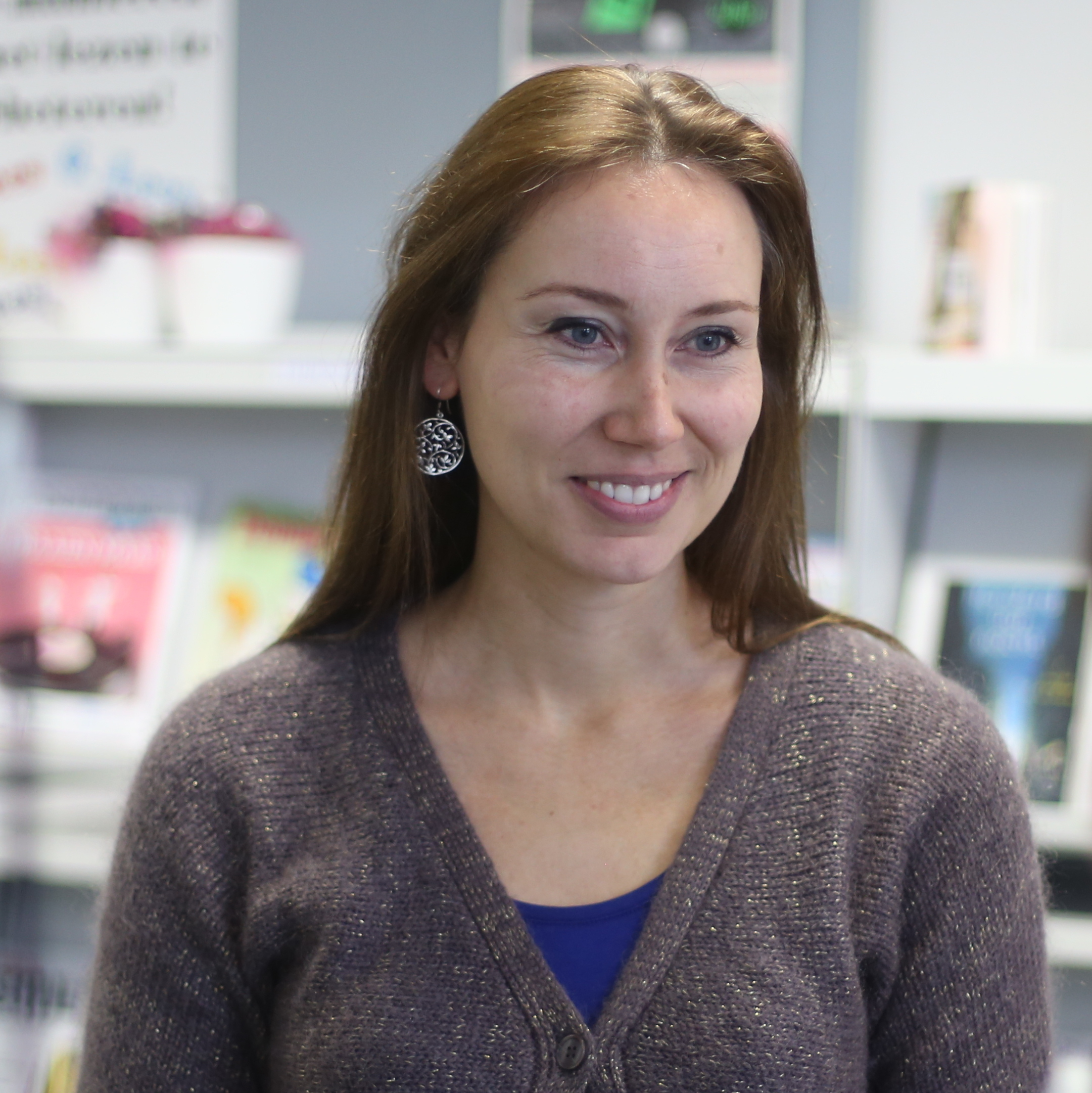
Anna Woltz (2017)

Anna Woltz (geboren 29. Dezember 1981 in London) ist eine niederländische Schriftstellerin.

## Leben
Anna Woltz ist eine Tochter des Journalisten Wout Woltz. Sie besuchte in Den Haag die Montessori-Schule in Waalsdorp und begann in ihrer Zeit am Gymnasium Haganum eine Kolumne in De Volkskrant zu schreiben, die dann in Buchform unter dem Titel Overleven in 4b gedruckt wurde. Ihr erstes Kinderbuch Alles kookt over schrieb sie mit siebzehn.
Woltz studierte Geschichtswissenschaften an der Universität Leiden und schrieb weiterhin eine Kolumne namens Geboren in '81 in der Tageszeitung De Volkskrant. Seit 2002 ist sie freiberufliche Schriftstellerin und schreibt vornehmlich Kinder- und Jugendbücher.
Woltz erhielt eine Reihe von niederländischen Literaturpreisen. 2023 wurde sie für ihren Jugendroman Nächte im Tunnel (De Tunnel) gemeinsam mit ihrer Übersetzerin Andrea Kluitmann mit dem Gustav-Heinemann-Friedenspreis für Kinder- und Jugendbücher der nordrhein-westfälischen Landesregierung ausgezeichnet.
Anna Woltz lebt in Utrecht und hat einen Sohn.

## Werke
- Overleven in 4b. Nijgh & Van Ditmar, 1998.
- Alles kookt over. Leopold, Amsterdam 2002.
- Het geheim van ons vuur. Leopold, Amsterdam 2004.
- mit Wout Woltz: Post uit de oorlog. Leopold, Amsterdam 2006.
- Aangespoeld. Leopold, Amsterdam 2007.
- Black box. Leopold, Amsterdam 2007.
- Red mijn hond! Leopold, 2008.
- Tien dagen in een gestolen auto. Leopold, Amsterdam 2008.
- Onweer. Leopold, Amsterdam 2009.
- De pizza-spion. Leopold, Amsterdam 2009.
- Meisje nummer achttien. Leopold, Amsterdam 2010, ISBN 978-90-258-5724-0.
- Evi, Nick en ik. Leopold, Amsterdam 2011, ISBN 978-90-258-5794-3.
  - Kükensommer. Aus dem Niederländischen von Bettina Bach, Eva Schweikart. Illustrationen von Angela Glökler. München: dtv, 2016.
- Het geheim van held nummer 6. Leopold, Amsterdam 2011.
- mit Vicky Janssen: Meisje van Mars. Querido, Amsterdam 2011, ISBN 978-90-451-1293-0.
- Nacht in het poppenhuis. Haags Gemeentemuseum, Leopold, Amsterdam 2011, ISBN 978-90-258-5942-8.
- Ik kan nog steeds niet vliegen. Leopold, Amsterdam 2012, ISBN 978-90-451-1488-0 (Thea Beckmanprijs, 2012).
- Mijn bijzonder rare week met Tess. Querido, Amsterdam 2013.
  - Meine wunderbar seltsame Woche mit Tess. Aus dem Niederländischen von Andrea Kluitmann. Illustrationen von Regina Kehn. Carlsen, Hamburg 2015 (Luchs des Monats Juli 2015).
- Honderd uur nacht. Querido, Amsterdam 2014, ISBN 978-90-451-1639-6 (Nienke van Hichtum-prijs, 2015).
  - Hundert Stunden Nacht. Aus dem Niederländischen von Andrea Kluitmann. Carlsen, Hamburg 2017 (Kröte des Monats, 2017).
- Gips. Querido, Amsterdam 2015 (Zilveren Griffel und Gouden Griffel, 2016).
  - Gips oder Wie ich an einem einzigen Tag die Welt reparierte. Aus dem Niederländischen von Andrea Kluitmann. Carlsen, Hamburg 2016, ISBN 978-3-551-55676-9 (Luchs des Monats Nov. 2016; Katholischer Kinder- und Jugendbuchpreis, 2017; Silberne Feder, 2017).
- Alaska. Querido, Amsterdam 2016, ISBN 978-90-451-1976-2 (Zilveren Griffel, 2017).
  - Für immer Alaska. Carlsen, Hamburg 2018, ISBN 978-3-551-55378-2.
- Zondag, maandag, sterrendag. Querido, Amsterdam 2017, ISBN 978-90-451-2105-5.
  - Sonntag, Montag, Sternentag. Aus dem Niederländischen von Andrea Kluitmann. Illustrationen von Lena Hesse. Carlsen, Hamburg 2020, ISBN 978-3-551-55768-1.
- mit Ingrid Schubert und Dieter Schubert: Naar de wolven. Querido, Amsterdam 2019, ISBN 978-90-451-2365-3.
- Haaientanden. Amsterdam, Querido 2019, ISBN 978-90-5965-498-3.
  - Haifischzähne. Aus dem Niederländischen von Andrea Kluitmann. Carlsen, Hamburg 2020, ISBN 978-3-551-55515-1.[3]
- De tunnel. Querido, Amsterdam 2022, ISBN 978-90-451-2508-4 (Zilveren Griffel, 2022).
  - Nächte im Tunnel. Aus dem Niederländischen von Andrea Kluitmann. Carlsen, Hamburg 2022, ISBN 978-3-551-58474-8.

## Filme
- Meine wunderbar seltsame Woche mit Tess (2019)